# فلم برغر بوب
فيلم برغر بوب (بالإنجليزية: The Bob's Burgers Movie) هو فيلم رسوم متحركة، موسيقي كوميدي مبني على مسلسل برغر بوب. يقوم بأداء الأصوات بالنسخة الأصلية كريستين شال، إتش جون بنيامين، جون روبرتس، يوجين ميرمان، زاك غاليفياناكيس وكيفين كلاين. صدر الفيلم في الولايات المتحدة في 27 مايو 2022. 

## وصلات خارجية
- مقالات تستعمل روابط فنية بلا صلة مع ويكي بيانات